# 圣乔治多拉克站
圣乔治多拉克站是法国的一个铁路车站，位于法国中部市镇阿列河畔马泽拉境内，靠近圣乔治多拉克，是一个区域性的铁路枢纽。

## 位置
圣乔治多拉克站位于阿列河畔马泽拉市区的中部，距离圣乔治多拉克以西大约4公里，站址位于圣日耳曼代福塞－尼姆铁路512.962公里点处，同时也是圣乔治多拉克－圣艾蒂安铁路的起点。距离克莱蒙费朗大约94公里。车站大致呈西北—东南走向，开口朝东北。

## 历史
圣乔治多拉克站是这一地区的一个小型铁路枢纽，有三个不同方向的铁路在此交汇。历史上曾开行经过于此的图卢兹—里昂城际列车，该车需要在圣乔治多拉克站内进行换向，后因客流不佳于1988年停运。
由于这一地区人口密度不大，且周边无大型城市，因此圣乔治多拉克站的使用人数较少。

## 设施
圣乔治多拉克站设有人工售票窗口，其开放时间如下：
- 周一：5:10~20:55
- 周二至周五：6:00~20:55
- 周六：6:50~20:10
- 周日及节假日：10:10~23:45

圣乔治多拉克站站内没有自动售票机，在人工窗口开放时间以外乘车的乘客需在上车后向乘务员主动购票或使用通勤卡。

## 停靠线路
以下列车线路在圣乔治多拉克站停靠：
| 圣乔治多拉克站列车线路表 |      |          |               |              |
| 线路                     | 车种 | 上一站   | 下一站        | 大致运行频率 |
| 克莱蒙费朗—尼姆          | TER  | 布里尤德 | 朗雅克        | 每天1~3趟    |
| 克莱蒙费朗—勒皮          | TER  | 波拉盖   | 拉绍-屈米亚德 | 每天2~3趟    |
| 1.                       |      |          |               |              |

## 配套交通

### 长途客车
| 停靠圣乔治多拉克站的大巴车                     |                    | |
| 上下车地点                                     | 运营单位           | 主要线路及目的地 |
| 圣乔治多拉克镇中心 距离圣乔治多拉克站大约4公里 | 上卢瓦尔省城际客运 | - 10号线：布里尤德、朗雅克、索格                                                                                            |
| 圣乔治多拉克站门口                             | SNCF Car TER       | - 26线：克莱蒙费朗、阿尔旺站、布里尤德、朗雅克、勒皮 - 当某条铁路线施工或罢工时，SNCF可能也会提供途径该线路沿途站点的大巴车 |
| 1. 2. 3.                                       |                    | |

### 市内交通
圣乔治多拉克站附近暂无常规城市公共交通线路。

### 社会车辆
圣乔治多拉克站门口设有社会车辆停车场。

## 临近车站
| 圣乔治多拉克站（Gare de Saint-Georges-d'Aurac） |                            |                            |
| 上行车站                                        | 线路                       | 下行车站                   |
| 波拉盖站 6km ←                                  | 圣日耳曼代福塞－尼姆铁路   | 朗雅克站 → 7.6km           |
| （起点）                                        | 圣乔治多拉克－圣艾蒂安铁路 | 拉绍-屈尔米拉克站 → 19.2km |
| - 本表仅显示运营中的线路及车站                  |                            |                            |